# シェイプシフター
シェイプシフター（shapeshifter）とはその名の通り、いろいろな姿に変身する妖怪である。その中には人に化けて人間界に溶け込んでいる者（レプティリアン）もいるとも噂されている。また、それらの生物が本来の姿を現すことをシェイプシフトという。これらの変化妖怪については世界中（ダーク・ワールドを含む）、古今東西広くに分布している。
その正体とされるものは、幽霊であったり、爬虫類人であったりと地域によって様々な諸説がある。近年では、遺伝子組み換えによって生まれたバイオモンスターである、という例もある。
ロールプレイングゲームでは、宝箱や高価そうな物品に化けている例がある。代表的なモンスターとして、ミミックが存在する。